# Kurzbahnweltmeisterschaften 2018
Die Kurzbahnweltmeisterschaften 2018 im Schwimmen fanden vom 11. bis 16. Dezember 2018 in Hangzhou (Volksrepublik China) statt und wurden vom internationalen Schwimmverband FINA veranstaltet. Es handelte sich dabei um die 14. Austragung von Kurzbahnweltmeisterschaften.

## Zeichenerklärung
- WR – Weltrekord
- CR – Weltmeisterschaftsrekord (Championship Record)

## Ergebnisse Männer

### Freistil

#### 50 m Freistil
Finale am 14. Dezember 2018

#### 100 m Freistil
Finale am 16. Dezember 2018

#### 200 m Freistil
Finale am 12. Dezember 2018

#### 400 m Freistil
Finale am 11. Dezember 2018

#### 1500 m Freistil
Finale am 16. Dezember 2018

### Schmetterling

#### 50 m Schmetterling
Finale am 15. Dezember 2018

#### 100 m Schmetterling
Finale am 13. Dezember 2018

#### 200 m Schmetterling
Finale am 11. Dezember 2018

### Rücken

#### 50 m Rücken
Finale am 14. Dezember 2018

#### 100 m Rücken
Finale am 12. Dezember 2018

#### 200 m Rücken
Finale am 16. Dezember 2018

### Brust

#### 50 m Brust
Finale am 16. Dezember 2018

#### 100 m Brust
Finale am 12. Dezember 2018

#### 200 m Brust
Finale am 13. Dezember 2018

### Lagen

#### 100 m Lagen
Finale am 14. Dezember 2018

#### 200 m Lagen
Finale am 11. Dezember 2018

#### 400 m Lagen
Finale am 15. Dezember 2018

### Staffeln

#### 4 × 50 m Freistil
Finale am 14. Dezember 2018

#### 4 × 100 m Freistil
Finale am 11. Dezember 2018

#### 4 × 200 m Freistil
Finale am 14. Dezember 2018

#### 4 × 50 m Lagen
Finale am 15. Dezember 2018

#### 4 × 100 m Lagen
Finale am 16. Dezember 2018

## Ergebnisse Frauen

### Freistil

#### 50 m Freistil
Finale am 16. Dezember 2018

#### 100 m Freistil
Finale am 13. Dezember 2018

#### 200 m Freistil
Finale am 11. Dezember 2018

#### 400 m Freistil
Finale am 14. Dezember 2018

#### 800 m Freistil
Finale am 13. Dezember 2018

### Schmetterling

#### 50 m Schmetterling
Finale am 14. Dezember 2018

#### 100 m Schmetterling
Finale am 16. Dezember 2018

#### 200 m Schmetterling
Finale am 12. Dezember 2018

### Rücken

#### 50 m Rücken
Finale am 15. Dezember 2018

#### 100 m Rücken
Finale am 12. Dezember 2018

#### 200 m Rücken
Finale am 13. Dezember 2018

### Brust

#### 50 m Brust
Finale am 12. Dezember 2018

#### 100 m Brust
Finale am 15. Dezember 2018

#### 200 m Brust
Finale am 16. Dezember 2018

### Lagen

#### 100 m Lagen
Finale am 14. Dezember 2018

#### 200 m Lagen
Finale am 15. Dezember 2018

#### 400 m Lagen
Finale am 11. Dezember 2018

### Staffeln

#### 4 × 50 m Freistil
Finale am 16. Dezember 2018

#### 4 × 100 m Freistil
Finale am 11. Dezember 2018

#### 4 × 200 m Freistil
Finale am 16. Dezember 2018

#### 4 × 50 m Lagen
Finale am 12. Dezember 2018

#### 4 × 100 m Lagen
Finale am 16. Dezember 2018

## Ergebnisse Mixed-Staffeln

### 4 × 50 m Freistil
Finale am 12. Dezember 2018

### 4 × 50 m Lagen
Finale am 13. Dezember 2018

## Doping
Der Japaner Hiromasa Fujimori, Bronzemedaillengewinner über 100 m und 200 m Lagen, gab einen positiven Dopingtest ab.